# Lista de prêmios e indicações recebidos por Star Wars: Episódio VII – O Despertar da Força
Star Wars: O Despertar da Força é um filme épico space opera estadunidense dirigido, co-produzido e co-escrito por J. J. Abrams. O sétimo lançamento da franquia cinematográfica Star Wars e o primeiro da terceira trilogia da série, o filme é estrelado por Harrison Ford, Mark Hamill, Carrie Fisher, Adam Driver, Daisy Ridley, John Boyega, Oscar Isaac, Lupita Nyong'o, Andy Serkis, Domhnall Gleeson, Anthony Daniels e Max von Sydow. Os eventos de O Despertar da Força decorrem três décadas após as cenas finais de Return of the Jedi (1983); narrando a busca de Rey, Finn e Poe Dameron por Luke Skywalker e sua luta junto à Resistência contra Kylo Ren e a Primeira Ordem em sua tentativa de reviver o Império Galáctico.
O Despertar da Força teve sua estreia na sede da Walt Disney Studios Motion Pictures, em Los Angeles, em 14 de dezembro, sendo lançado posteriormente nos Estados Unidos e Canadá em 18 de dezembro de 2015. O filme estreou em mais de 14.300 salas de cinema por todo mundo, quebrando diversos recordes de bilheterias ao tornar-se o primeiro filme a render mais de 100 milhões de dólares no primeiro dia de exibição. O filme rendeu um total de 2 bilhões de dólares em bilheterias mundiais, comparado a um orçamento de 306 milhões, tornando-se o filme mais lucrativo de 2015 e um dos mais lucrativos da história do cinema. O Despertar da Força tornou-se o terceiro filme filme na história a suplantar a marca de 2 bilhões de dólares em bilheterias (após Avatar e Titanic).
O site Rotten Tomatoes publicou 360 avaliações e considerou 92% positivas sobre o filme. O Despertar da Força recebeu diversos prêmios e nomeações em variadas categorias, com aclamação especial para a direção de Abrams, as sequências de ação, os efeitos visuais e as performances de Ridley e Boyega. Inúmeras cerimônias de premiação ocorreram antes do lançamento do filme, em dezembro, impossibilitando-o de ser indicado ao Globo de Ouro de 2016 e outras premiações de igual relevância. Contudo, foi incluído excepcionalmente no 21.º Critics' Choice Movie Awards e no American Film Institute Awards, adiado para depois da estreia.
O Despertar da Força recebeu cinco indicações aos 88º Prêmios da Academia nas categorias: Melhor Banda Sonora Original, Melhor Edição de Som, Melhor Mixagem de Som, Melhor Edição e Melhores Efeitos Visuais. O filme também foi indicado em quatro categorias do Prêmio BAFTA, vencendo em Melhores Efeitos Especiais e um prêmio especial para John Boyega. No Prêmio Empire de 2016, o filme recebeu nove indicações e venceu cinco delas, incluindo a de Melhor Filme de Ficção Científica/Fantasia e Melhor Diretor (para J.J. Abrams). Com indicações em 13 categorias distintas, O Despertar da Força tornou-se o filme com maior número de indicações na história do Prêmio Saturno, tendo vencido 8 delas - incluindo as de Melhor Filme, Melhor Diretor e Melhores Efeitos Especiais. O filme recebeu 11 indicações ao Prêmio MTV Movie, mais do que qualquer outro título em toda a história da premiação.

## Prêmios e indicações
| Premiação                          | Categoria                                   | Vencedores e indicados                                                         | Resultado | Ref.          |
| ---------------------------------- | ------------------------------------------- | ------------------------------------------------------------------------------ | --------- | ------------- |
| Alliance of Women Film Journalists | Melhor Estrela Feminina de Ação             | Daisy Ridley                                                                   | Indicado  | [ 17 ]        |
| Alliance of Women Film Journalists | Melhor Performance Revelação                | Daisy Ridley                                                                   | Indicado  | [ 17 ]        |
| American Cinema Editors            | Melhor Filme Editado - Drama                | Maryann Brandon e Mary Jo Markey                                               | Indicado  |               |
| American Film Institute Awards     | Top 10 Films of the Year                    | Star Wars: The Force Awakens                                                   | Venceu    |               |
| American Music Awards              | Melhor Trilha Sonora                        | Star Wars: The Force Awakens                                                   | Indicado  | [ 18 ]        |
| Art Directors Guild Awards         | Excelência em Produção - Filme de Fantasia  | Rick Carter e Darren Gilford                                                   | Indicado  | [ 19 ]        |
| BAFTA Film Award                   | Melhor Banda Sonora                         | John Williams                                                                  | Indicado  | [ 20 ]        |
| BAFTA Film Award                   | Melhor Som                                  | Matthew Wood, David Acord, Andy Nelson, Christopher Scarabosio e Stuart Wilson | Indicado  | [ 20 ]        |
| BAFTA Film Award                   | Melhor Design de Produção                   | Rick Carter, Darren Gilford, and Lee Sandales                                  | Indicado  | [ 20 ]        |
| BAFTA Film Award                   | Melhores Efeitos Visuais                    | Roger Guyett, Neal Scanlan, Chris Corbould e Paul Kavanagh                     | Venceu    | [ 20 ]        |
| Critics' Choice Movie Awards       | Melhor Filme                                | Kathleen Kennedy, J. J. Abrams e Bryan Burk                                    | Indicado  | [ 21 ] [ 22 ] |
| Empire Awards                      | Melhor Filme                                | Kathleen Kennedy, J. J. Abrams e Bryan Burk                                    | Indicado  | [ 23 ]        |
| Empire Awards                      | Melhor Filme de Ficção Científica/Fantasia  | Kathleen Kennedy, J. J. Abrams e Bryan Burk                                    | Venceu    | [ 23 ]        |
| Empire Awards                      | Melhor Diretor                              | J. J. Abrams                                                                   | Venceu    | [ 23 ]        |
| Empire Awards                      | Melhor Revelação Masculina                  | John Boyega                                                                    | Venceu    | [ 23 ]        |
| Empire Awards                      | Melhor Revelação Feminina                   | Daisy Ridley                                                                   | Venceu    | [ 23 ]        |
| Empire Awards                      | Melhor Figurino                             | Michael Kaplan                                                                 | Indicado  | [ 23 ]        |
| Empire Awards                      | Melhor Maquiagem                            | Neal Scanlan                                                                   | Indicado  | [ 23 ]        |
| Empire Awards                      | Melhores Efeitos Visuais                    | Roger Guyett, Patrick Tubach, Neal Scanlan e Chris Corbould                    | Venceu    | [ 23 ]        |
| Empire Awards                      | Melhor Produção                             | Rick Carter, Darren Gilford, Alastair Bullock e Gary Tomkins                   | Indicado  | [ 23 ]        |
| Grammy Awards                      | Melhor Trilha Sonora para Mídia Visual      | John Williams                                                                  | Venceu    | [ 24 ] [ 25 ] |
| Hugo                               | Melhor Apresentação Dramática - Forma Longa | J. J. Abrams, Lawrence Kasdan e Michael Arndt                                  | Indicado  | [ 26 ]        |
| MTV Movie Awards                   | Melhor Filme do Ano                         | Star Wars: The Force Awakens                                                   | Venceu    | [ 27 ]        |
| MTV Movie Awards                   | Melhor Performance Feminina                 | Daisy Ridley                                                                   | Indicado  | [ 27 ]        |
| MTV Movie Awards                   | Melhor Performance Revelação                | Daisy Ridley                                                                   | Venceu    | [ 27 ]        |
| MTV Movie Awards                   | Melhor Performance Revelação                | John Boyega                                                                    | Indicado  | [ 27 ]        |
| MTV Movie Awards                   | Melhor Luta                                 | Daisy Ridley vs. Adam Driver                                                   | Indicado  | [ 27 ]        |
| MTV Movie Awards                   | Melhor Vilão                                | Adam Driver                                                                    | Venceu    | [ 27 ]        |
| MTV Movie Awards                   | Melhor Performance de Ação                  | John Boyega                                                                    | Indicado  | [ 27 ]        |
| MTV Movie Awards                   | Melhor Performance Virtual                  | Andy Serkis                                                                    | Indicado  | [ 27 ]        |
| MTV Movie Awards                   | Melhor Performance Virtual                  | Lupita Nyong'o                                                                 | Indicado  | [ 27 ]        |
| MTV Movie Awards                   | Melhor Elenco                               | Star Wars: The Force Awakens                                                   | Indicado  | [ 27 ]        |
| MTV Movie Awards                   | Melhor Herói                                | Daisy Ridley                                                                   | Indicado  | [ 27 ]        |
| Nickelodeon Kids' Choice Awards    | Filme Favorito                              | Star Wars: The Force Awakens                                                   | Venceu    | [ 28 ]        |
| Nickelodeon Kids' Choice Awards    | Ator Favorito                               | John Boyega                                                                    | Indicado  | [ 28 ]        |
| Nickelodeon Kids' Choice Awards    | Atriz Favorita                              | Daisy Ridley                                                                   | Indicado  | [ 28 ]        |
| Nickelodeon Kids' Choice Awards    | Livro Favorito                              | Star Wars: Absolutely Everything You Need To Know                              | Indicado  | [ 28 ]        |
| Óscar                              | Melhor Trilha Sonora Original               | John Williams                                                                  | Indicado  | [ 29 ]        |
| Óscar                              | Melhor Edição de Som                        | Matthew Wood e David Acord                                                     | Indicado  | [ 29 ]        |
| Óscar                              | Melhor Mixagem de Som                       | Andy Nelson, Christopher Scarabosio e Stuart Wilson                            | Indicado  | [ 29 ]        |
| Óscar                              | Melhor Edição                               | Maryann Brandon e Mary Jo Markey                                               | Indicado  | [ 29 ]        |
| Óscar                              | Melhores Efeitos Visuais                    | Roger Guyett, Patrick Tubach, Neal Scanlan e Chris Corbould                    | Indicado  | [ 29 ]        |
| Prêmio Saturno                     | Melhor Filme de Ficção Científica           | Star Wars: The Force Awakens                                                   | Venceu    | [ 30 ] [ 31 ] |
| Prêmio Saturno                     | Melhor Diretor                              | J. J. Abrams                                                                   | Indicado  | [ 30 ] [ 31 ] |
| Prêmio Saturno                     | Melhor Roteiro                              | Lawrence Kasdan, J. J. Abrams e Michael Arndt                                  | Venceu    | [ 30 ] [ 31 ] |
| Prêmio Saturno                     | Melhor Ator                                 | John Boyega                                                                    | Indicado  | [ 30 ] [ 31 ] |
| Prêmio Saturno                     | Melhor Ator                                 | Harrison Ford                                                                  | Venceu    | [ 30 ] [ 31 ] |
| Prêmio Saturno                     | Melhor Atriz                                | Daisy Ridley                                                                   | Indicado  | [ 30 ] [ 31 ] |
| Prêmio Saturno                     | Melhor Ator Coadjuvante                     | Adam Driver                                                                    | Venceu    | [ 30 ] [ 31 ] |
| Prêmio Saturno                     | Melhor Atriz Coadjuvante                    | Carrie Fisher                                                                  | Indicado  | [ 30 ] [ 31 ] |
| Prêmio Saturno                     | Melhor Atriz Coadjuvante                    | Lupita Nyong'o                                                                 | Indicado  | [ 30 ] [ 31 ] |
| Prêmio Saturno                     | Melhor Música                               | John Williams                                                                  | Venceu    | [ 30 ] [ 31 ] |
| Prêmio Saturno                     | Melhor Edição                               | Maryann Brandon e Mary Jo Markey                                               | Venceu    | [ 30 ] [ 31 ] |
| Prêmio Saturno                     | Melhor Produção                             | Rick Carter e Darren Gilford                                                   | Indicado  | [ 30 ] [ 31 ] |
| Prêmio Saturno                     | Melhor Figurino                             | Michael Kaplan                                                                 | Indicado  | [ 30 ] [ 31 ] |
| Prêmio Saturno                     | Melhor Maquiagem                            | Neal Scanlan                                                                   | Venceu    | [ 30 ] [ 31 ] |
| Prêmio Saturno                     | Melhores Efeitos Especiais                  | Roger Guyett, Patrick Tubach, Neal Scanlan e Chris Corbould                    | Venceu    | [ 30 ] [ 31 ] |